# Harshacharita
O Harshachārita (IAST:Harṣacarita, sânscrito: हर्षचरित), "As façanhas de Harṣa", é uma uma biografia do imperador indiano Harsha escrita no século VII o por Bāṇabhaṭṭa. 'Harsha Charita' foi a primeira composição de Bana e pode ser tratado como o início das escrituras de trabalhos poéticos na lingua sânscrita. O poema contém uma das primeiras referências escritas ao jogo de xadrez, através da citação do seu predecessor mais aceito o chaturanga
| “ | Sob esta monarquia somente as abelhas brigam por coletar o orvalho, somente pés cortados em rimas, somente ashtāpadas ensinam a posição do chaturanga | ” |